# Fontmatrix
Fontmatrixは、Linuxのデスクトップ環境向けのフォントマネージャである。システム全体または個別のユーザーアカウントにインストールされたフォントを管理することができる。フォントサンプルのレンダリングにはFreeTypeを使用し、ユーザーインターフェースにはQtを使用している。ブルース・バイフィールドはFontmatrixの登場を称賛し、「ついに、GNU/Linux向けフォントマネージャの長い待ち時間が終わろうとしている」と締めくくる記事を執筆した。
Fontmatrixは、ユーザーがフォントに複数のタグ（Gmailのラベルに類似）を付けることを可能にし、それらをセットとして有効化または無効化することができる。また、テスト目的でOpenTypeフォントの機能を切り替えることも可能である。2008年11月の時点で、フォントに含まれるPANOSE分類を使用し、類似フォントを選択することも可能になっている。